# Кінець імператора тайги
«Кінець імператора тайги» (рос. «Конец императора тайги») — радянський художній фільм 1978 року, режисера Володимира Саруханова.

## Сюжет
Фільм відтворює одну з маловідомих сторінок біографії Аркадія Голікова (майбутнього письменника Аркадія Гайдара). Голікова призначають командиром загону  частин особливого призначення в Хакасії, його мета: знешкодити банду отамана Соловйова.

## У ролях
- Андрій Ростоцький —  Аркадій Петрович Голіков
- Іван Краско —  отаман Соловйов
- Герман Качин —  Паша Нікітін
- Юрій Майганашев —  Федько Очола
- Олег Балакін —  Остапенко
- Асанкул Куттубаєв —  Дід Ніхто
- Світлана Чаптикова —  Настя
- Данута Столярська —  Євдокія
- Віталій Канзичаков —  Артас
- Ніна Саруханова —  Таріка
- Олексій Михайлов —  Родіонов
- Юрій Котюшев —  Астанаєв
- Георгій Мартіросян —  коваль
- Георгій Юматов —  Мартинов
- Микола Томашевський —  Томашевський
- Нартай Бегалін
- Віктор Бутанаєв —  розстріляний житель Хакасії
- Юлія Жеребцова —  дитина, що виглядає з кошика в кінці фільму

## Сюжет
- Режисер — Володимир Саруханов
- Сценарій — Павло Лунгін, Аркадій Гайдар
- Оператор — Сергій Філіппов
- Композитор — Євген Крилатов
- Художник — Анатолій Анфілов
- Монтаж — Ніна Божикова